# Телекілер
 Телекíлер (інша назва — «медіа-кілер») — це термін, який використовують щодо характеристики діяльності журналістів, які вибудовують свою роботу на зборі та упередженій подачі компрометуючих матеріалів з метою викриття об'єкта дослідження. Термін «медіа-кілер» застосовують не лише по відношенню до окремих журналістів-постатей, але і до видань загалом, які  публікують компромат. Похідне від англіцизму «кілер» (англ. killer) — так називають найманця, що коїть вбивства за матеріальну винагороду від замовника. Такі вбивства називаються замовними, і більшість законодавств світу вважають винними у них і виконавця, і замовника.

## Історія
На теренах пострадянського простору медіа-кілерство як феномен почав розвиватися в 1996 році та замінявся терміном «продажний журналіст», «журналіст-повія». Статус медіакілера в той момент був чітко ототожнений з постаттю російського журналіста Сергія Доренка, який активно займався дискретизацією мера Москви Юрія Лужкова в програмі «Час» та «Програма Сергія Доренка». Досить часто медіа-кілерство ототожнюють з журналістським розслідуванням. Близьким терміном до поняття медіа-кілер є поняття «збирачі брудної білизни» — журналісти, які ведуть журналістські розслідування.
Історія розвитку медіа-кілерства в Україні тісно пов'язана з передвиборчими перегонами, адже саме завдяки їм і відбувається постійна гра темами : свобода слова, політична цензура в ЗМІ, чорні ПР-технології тощо. Починаючи з 2001 року в Україні активно стали обговорювати проблему темників, коли низка українських журналістів певних видань, отримуючи редакційні завдання почали помічати, що вони збігаються з вказівками з інших редакцій журналів та телеканалів. Але ототожнювати темників з медіа-кілерами теж не можна — зрозуміло, що об'єднальним елементом тут є дезінформація та подача викривленої інформації, але щодо темників — джерела інформації приховуються і використовують непрямі методи впливу, як це не робиться у випадку з медіа-кілерством. Також визначальною є постать самого журналіста: в темниках — журналіст виступає прихованим інструментом, який використовують, а медіа-кілерство вимагає «антигероя» у ролі журналіста-скандаліста.

## Представники
Здебільшого телекілерами називають ведучих авторських телепрограм:
- Сергій Доренко (ОРТ);
- Андрій Караулов (ТВЦ);
- Євгеній Кисельов (НТВ, МНВК);
- Михайло Леонтьєв (ТВЦ, ОРТ);
- Олександр Невзоров (ОРТ);
- Микола Сванідзе (РТР);
- Олександр Хінштейн (ТВЦ);
- Павло Шеремет (ОРТ);
- Энцо Рибленто.

У США в подібному жанрі працює кінодокументаліст Майкл Мур. Відомий медіа-кілер епохи Ющенка — Роман Скрипін.
Серед українських представників — Володимир Петров. Недруги й опоненти давно прозвали його медіа-кілером. Якщо необхідно було зруйнувати чиюсь репутацію безглуздою витівкою або провокацією, на цю справу зголошувався саме Петров. Він був ініціатором питання Віталію Кличку про сексуальну орієнтацію його брата (https://web.archive.org/web/20080526043813/http://lumpen.livejournal.com/1247275.html ), він неодноразово ображав і невтішно висловлювався про Михайла Бродського (https://archive.today/20131109234804/lumpen.livejournal.com/1263217.html ), саме він був ідейним натхненником обливання кабачкової ікрою правдошукача Юрія Шеляженка (https://web.archive.org/web/20090106141212/http://videonews.com.ua/videos/shelia-oblit.html ). За непідтвердженою інформацією, Володимир тісно співпрацює зі структурами пана Коломойського, не гребує і побутовими замовленнями. У його журналі часто проскакують повідомлення свідомо рекламного характеру: ресторанна критика, тести плеєрів, вірусні ролики (щось подібне до Ксенії Собчак або Отара Кушанашвілі тільки в підпільному інтернет- варіанті. Плюс якісь скандали з крадіжками грошей на телебаченні і так далі). Володимир Петров схильний годинами поширюватися про бійки, чорний піар, малолітніх коханок і численних дітях, розкиданих ним по всьому світу… У планах Петрова: «Настукати в бубон Шуфричу» і побитися з депутатом Київради Кличком.
Медіа-кілером в Україні називають також відомого політика та бізнесмена Валерія Хорошковського. З 2000 року через Агентство гуманітарних технологій володіє 50 відсотками акцій інформаційного агентства «Українські новини». Після смерті засновника агентства Михайла Коломійця, «Українські новини» перейшли під повний контроль Хорошковського, а у 2004 році нащадки Коломійця продали йому свій пакет акцій. У вересні 2005 року Хорошковський після смерті підприємця і одного з лідерів СДПУ(О) Ігоря Плужникова придбав акції найбільшого українського телевізійного каналу «Інтер». Сума операції при отриманні 61 % акцій склала, за деякими оцінками, близько 250 мільйонів доларів. Крім «Інтера», до медіа-холдингу Хорошковського входять канали «Enter» і «Enter-фільм». Улітку 2006 року він заявив про свій намір розширювати медіа-холдинг за рахунок придбання невеликих телеканалів, в результаті в структур Д. Фірташа були залучені до холдингу канали К1, К2 та «Мегаспорт». У жовтні 2007 року в Едуарда Прутніка був придбаний телеканал «НТН». У 2013 році акції компанії U.A. Inter Media Group (телевізійний бізнес групи «Інтер» — ІНТЕР, ІНТЕР+, НТН, К 1, МЕГА, ЕНТЕР-ФІЛЬМ, К2, ПІКСЕЛЬ та MTV), якою володів Валерій Хорошковський, були продані компанії Group DF Дмитра Фірташа.
Відомий медіа-кілер епохи Ющенка — Роман Скрипін.
Багатьох репортерів, що працюють в жанрі «журналістські розслідування», теж зараховують до медіакілерів:
- Додолєв Євген Юрійович
- Сергій Зайцев.
- Лариса Кислинська.
- Тетяна Кошкарева.
- Олександр Мінкі.
- Олег Лур'є.
- Аркадій Мамонтов.
- Аліна Розумовська, яка зараз заснувала власне видання «The Ukraine Times»

Термін застосувують не тільки до журналістів, а й до окремих видань, які спеціалізуються на публікації компромату. Так, серед видань такого роду називають деякі щоденні, щотижневі та щомісячні газети:
- «Версия» ;
- "Московський комсомолець» ;
- «Независимая газета» ;
- «Новая газета» ;
- «Совершенно секретно»

## Методи впливу
Найбільш дотичним до медіакілерства є поняттям медіа-тероризм.
На думку, Миколи Андрійовича Ожевана — професора Києво-Могилянської академії, медіатероризм в широкому розумінні можна сприймати як зловживання медіа-комунікативними процесами задля підриву так званої знаково-символьної системи держави чи суспільства . Сьогодні в західній літературі набув розвитку термін «зброя масового розбрату», який з'явився після 11 вересня і характеризує медіа-тероризм у вузькому значенні як медіакілерство. Особливим різновидом медіа-тероризму є відверта пропаганда.
Ще в 1938 році у США вийшла друком серія книг, присвячена розвінчуванню методів політичної пропаганди. В одній з них було названо сім типових пропагандистських методів:
1) називання речей «своїми іменами» (Name-Calling);
2) «блискучі узагальнення» (Glittering Generality);
3) звертання до «заповітів предків» (Testimonial);
4) звертання до «простих людей» (Plain Folks);
5) «підвищування ставок» (Card Stacking);
6) передача «важливих повідомлень»(Transfer);
7) «гуркотливий віз» (Band Wagon) .
На думку дослідника, інформаційна діяльність поки що не отримала належного розвитку. Тому головні загрози у сфері медіа-інформаційного тероризму є не скільки внутрішніми, скільки зовнішніми. Їх переважно створюють іноземні держави, міжнародні терористичні та інші злочинні угруповання, які користуються нерозвиненістю і слабкістю відповідних державних структур. Організовуються й спеціальні деструктивні медіа-кампанії та спецоперації, спрямовані на поширення в «нових демократіях» дезінформації. Вони розпалюють дух ненависті та нетерпимості, а досвід сусідніх країн показує, що такі кампанії разом із актами психологічного терору проти «чужинців» передували громадянським конфліктам та війні.